# Green Park

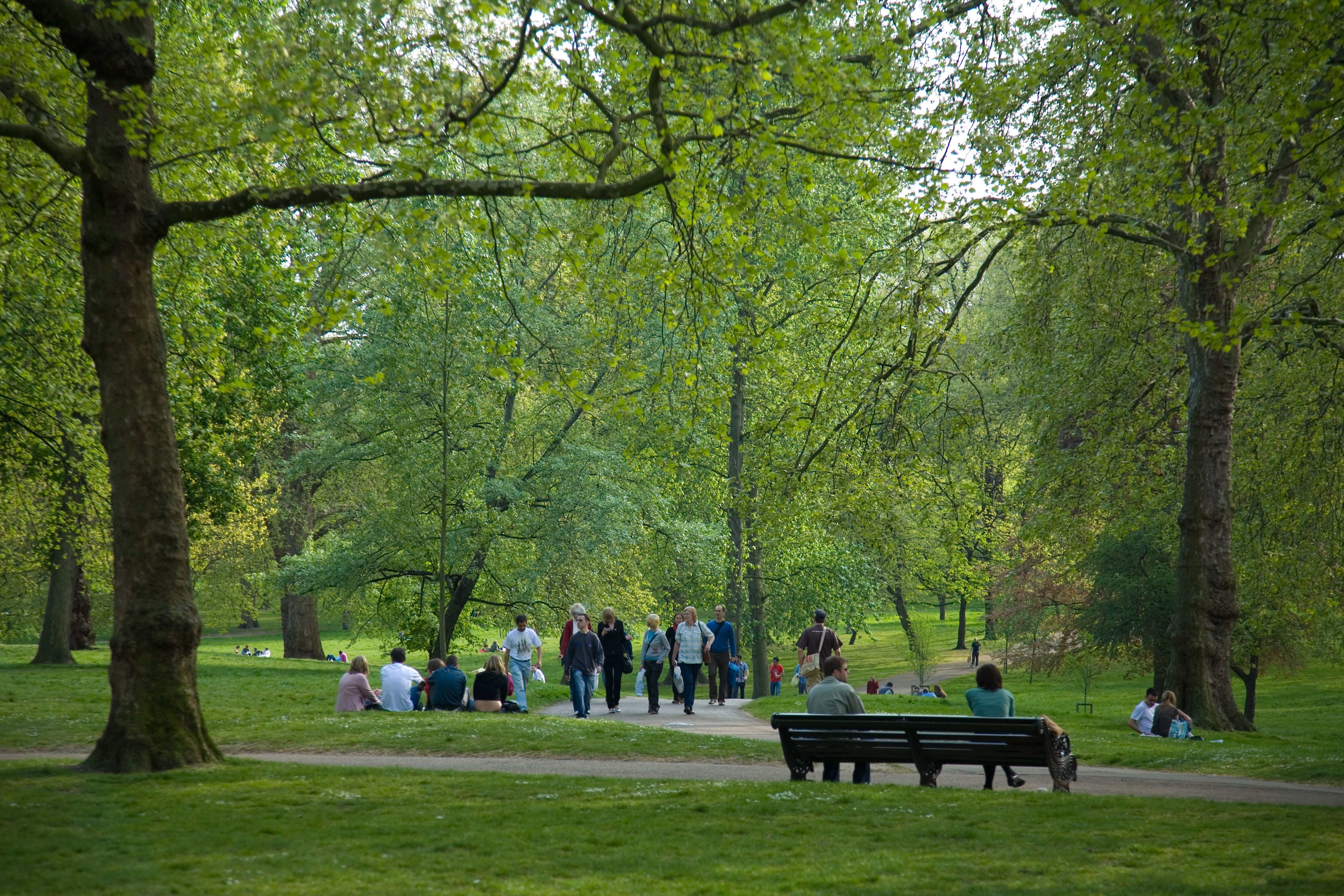
Green Park na Primavera

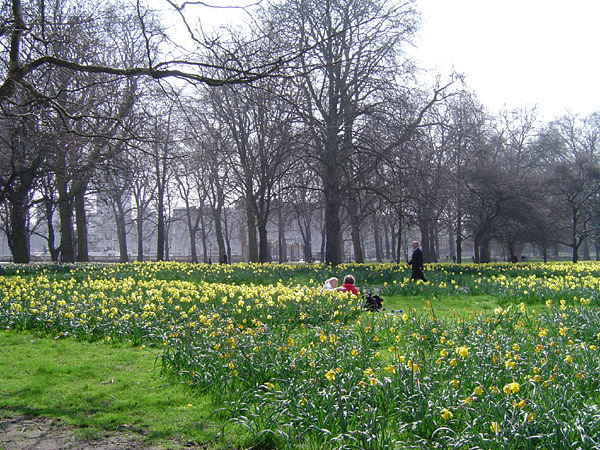
Green Park no Outono

O Green Park é um dos Parques Reais de Londres. Cobrindo uma área de aproximadamente 53 acres, era originalmente um cemitério, de terreno pantanoso, para os leprosos do hospital em St. James, que ficava perto. Foi cercado no século XVI por Henrique VIII. Em 1668 Carlos II o tornou um parque real, abrindo-lhe as principais alamedas.
Encontra-se entre o Hyde Park e St. James's Park. Junto com jardins de Kensington (Kensington Gardens) e os jardins do Palácio de Buckingham, estes parques formam uma área verde quase ininterrupta que se estende de Whitehall e da Estação Victoria até Kensington e Notting Hill. 
Contrastando com seus vizinhos, o Green Park não tem nenhum lago nem estátuas ou fontes (à exceção do Canadian Memorial, de Pierre Granche), mas consiste inteiramente em prados arborizados. O parque é limitado no sul por Constitution Hill, no leste pelo caminho de pedestres Queen's Walk, e no norte por Piccadilly. Encontra-se com o parque St. James no Queen's Gardens, com o Victoria Memorial em seu centro, oposto à entrada do Palácio de Buckingham. Ao sul está a avenida cerimonial The Mall, e os edifícios do Palácio de St. James e da Clarence House fazem fronteira com o parque ao leste. A estação de Green Park fica em Piccadilly perto da extremidade norte da Queen's Walk.